# Just the Way You Like It
Just the Way You Like It é o quinto álbum da banda The S.O.S. Band lançado pela Tabu em agosto de 1984. Foi produzido na maior parte pela dupla Jimmy Jam e Terry Lewis com produção adicional da banda.

## História
A banda trabalhou em seu álbum III, que contém a canção "High Hopes"- uma canção que foi composta pelos protegidos de Leon Sylvers III, Jimmy Jam e Terry Lewis. Sylvers era o mentor da dupla como compositores e produtores. O fundador e CEO da Tabu Records, Clarence Avant, tomou gosto pela canção e queria saber quem estava por trás da produção. Quando Avant soube que era uma criação de Jam e Lewis, ele, por engano achou que eles tinham produzido a canção. Avant perguntou se eles queriam trabalhar com no próximo álbum do The S.O.S. Band, eles se ofereceram ganhando um pouco menos para receber alguns trabalhos como produtores. Ao invés disso, Avant os pagou uma boa quantia, o que os levou a contribuir com três canções para o álbum de 1983 On the Rise.

## Gravação
A banda retornou ao estúdio após Jam e Lewis terem sido demitidos por Prince da banda The Time ao ficarem presos em  Atlanta, Geórgia devido à uma nevasca. Como resultado, a dupla terminou trabalhando com o The S.O.S. Band novamente em seu próximo álbum, Just the Way You Like It. de acordo com Jimmy Jam, o título do álbum foi inspirado na rede de restaurantes sulista Waffle House, pois ele e Lewis eram visitantes frequentes do restaurante. A dupla percebeu o slogan da companhia da porta da frente e foram inspirados a escrever a canção. Na época, a canção foi feita à pedido tanto de Avant bem como de seu, então distribuidor, Epic Records, que queriam um single que fosse similar ao sucesso anterior do The S.O.S. Band, "Just Be Good to Me".
Outro single do álbum, "No One's Gonna Love You" era a canção preferida de Jimmy Jam no álbum Just the Way You Like It bem como sua favorita de todas da banda. Ele reconheceu a influência da canção sobre bandas britânicas como Loose Ends e 52nd Street. A canção foi extensivamente sampleada desde seu lançamento. Jam revelou seus pensamentos sobre o rapper A$AP Rocky samplear a canção em seu hit de 2011 "Peso":
É engraçado, outro dia meu filho estava escutando ASAP Rocky, e eu disse a ele: “Você conhece esta música. certo?” Ele disse: “O que quer dizer?” Eu disse: “A linha de baixo nesta canção é do S.O.S. Band.” Ele respondeu:, “Não. Eu não sabia disso.” Meus filhos estão sempre tentando me ligar com coisas novas, e pensam que não conheço nada. Estavam tentando me conectar com ASAP Rocky, e eu tinha que dizer a eles que autorizei o sample para aquela gravação seis meses antes.
Os trabalhos anteriores de Jam e Lewis com Cherrelle e Alexander O'Neal serviram como catalisadores para duetos entre cantores e cantoras. A dupla colocou o membro do S.O.S. Band, Abdul Ra'oof para cantar novamente com Mary Davis- desta vez na canção  "Weekend Girl". A canção foi inspirada no conceito de casais cujos trabalhos tomam mais tempo do que a vida pessoal e só podem se ver aos fins de semana.
Enquanto a maioria dos membros da banda estava presente nas sessões de Jam e Lewis, a vocalista principal, Mary Davis, apareceu sozinha para gravar seus vocais na canção "Break Up". Embora Jam e Lewis fossem os únicos compositores creditados na primeira metade das canções do álbum, Jimmy Jam mencionou que a banda esteve inteiramente envolvida no processo criativo. Ele também afirma que os membros do grupo Jason Bryant e Abdul Ra'oof foram os responsáveis pela maioria das ideias e arranjos vocais. O álbum foi gravado e mixado no Master Sound Studio em Atlanta, Geórgia e Creation Audio in Minneapólis, Minnesota.  O álbum foi mixado por Steve Hodge, um engenheiro de gravação que tinha previamente trabalhado na SOLAR Records e ajudou a mixar o álbum auto intitulado de 1976 da banda Boston.
Mais de 30 anos depois, Jimmy Jam sente que Just the Way You Like It se mantém bem com todas as outras gravações que fizeram durante toda sua carreira.

## Relançamento
O álbum foi remasterizado digitalmente e relançado em CD com faixas bônus em 2013 pela  Demon Music Group.

## Faixas
Todas as faixas escritas e compostas por Terry Lewis, James Harris III, exceto onde anotado. 
| Lado um |                            |         |  |
| N.º     | Título                     | Duração |  |
| 1.      | "No One's Gonna Love You"  | 7:00    |  |
| 2.      | "Weekend Girl"             | 6:21    |  |
| 3.      | "Just the Way You Like It" | 8:39    |  |

| Lado dois |                                                                        |         |  |
| N.º       | Título                                                                 | Duração |  |
| 4.        | "Break Up"                                                             | 6:26    |  |
| 5.        | "Feeling" (Stewart Hanley, Abdul Ra'oof, Mary Davis)                   | 6:45    |  |
| 6.        | "I Don't Want Nobody Else" (Jason Bryant, Sonia Rossman, Sheila Tyson) | 5:59    |  |
| 7.        | "Body Break" (Jerome Thomas, Stewart Hanley)                           | 3:48    |  |

| faixas bônus remasterizadas em 2013 |                                                  |         |  |
| N.º                                 | Título                                           | Duração |  |
| 8.                                  | "Break Up (Part 1)" (Remix)                      | 6:33    |  |
| 9.                                  | "Just the Way You Like It" (Like It Long Mix)    | 9:29    |  |
| 10.                                 | "No One's Gonna Love You" (Special Long Version) | 9:29    |  |
| 11.                                 | "Weekend Girl" (Radio Edit)                      | 4:20    |  |
| 12.                                 | "I Don't Want Nobody Else" (Edit)                | 4:16    |  |

## Músicos
- Créditos retirados e adaptados do álbum[7]

The S.O.S. Band
- Jason Bryant – teclados, vocais
- Mary Davis – vocais
- Billy Ellis – saxofone
- Sonny Killebrew – saxofone
- Abdul Ra'oof – trumpetw, vocais
- John Simpson – baixo
- Bruno Speight – guitarra
- Jerome Thomas – bateria, percussão

Músicos adicionais
- Stewart Hanley, Jimmy Jam, Terry Lewis, Lloyd Oby – músicos
- Terry Lewis, Monte Moir, Leticia Peterson, Gwendolyn Traylor, Joyce Irby, Jimmy Jam – background vocals

## Produção
- Jimmy Jam e Terry Lewis – produtores, produtores executivos, arranjos vocais
- The S.O.S. Band – produtores (em "Feeling", "I Don't Want Nobody Else" e "Body Break")
- Dina Andrews – assistente de produção
- Ron Christopher, Steve Wiese – engenheiros de gravação
- Steve Hodge – mixagem
- Fred Howard – engenehrio assistente
- Brian Gardner – masterização
- Bunnie Ranson – gerenciamento
- Ford Smith – fotografia

## Paradas
O álbum alcançou o número 6 da parada R&B albums. Também alcançou o número 60 da Billboard 200. A faixa título atingiu o número 6 da Billboard R&B. O single também atingiu o número 64 da Billboard Hot 100 e 32 da UK Singles Chart. Os dois singles seguintes, "No One's Gonna Love You" e "Weekend Girl", também entraram nas paradas R&B, alcançando os números 15 r 40 respectivamente. O quarto e single final, "Break Up", não conseguiu entrar nas paradas.
| Parada (1984)                   | Pico |
| ------------------------------- | ---- |
| U.S. Billboard Top Pop Albums   | 60   |
| U.S. Billboard Top Black Albums | 6    |
| UK Albums Chart                 | 29   |

Singles
| Ano  | Single                     | Pico | Pico   | Pico   | Pico |
| Ano  | Single                     | US   | US R&B | US Dan | UK   |
| ---- | -------------------------- | ---- | ------ | ------ | ---- |
| 1984 | "Just the Way You Like It" | 64   | 6      | 26     | 32   |
| 1984 | "No One's Gonna Love You"  | 102  | 15     | —      | —    |
| 1985 | "Weekend Girl"             | —    | 40     | —      | 51   |
| 1985 | "Break Up"                 | —    | —      | —      | —    |